# Музей гетьманства
Музе́й гетьма́нства — державний культурно-освітній та науково-дослідний заклад історичного профілю, зосередження пам'яток матеріальної та духовної культури, пов'язаних з історією та традиціями козацько-гетьманської доби. Це не прибутковий, комунальний заклад культури, оснований на власності територіальної громади м. Києва і підпорядкований Департаменту культури виконавчого органу Київської міської ради (КМДА).

## Створення і комплектування
Створений 11 березня 1993 розпорядженням Представника Президента України.
На початку 1990-х років з ініціативи київської громадськості та української діаспори влада Києва розпочала реставрацію старовинної кам’яниці на Подолі, яку місцеві називали «Дім Мазепи». Щоб відновити будівлю необхідні були великі кошти, тому до їх збору долучалися українці з-за кордону та  організація «Благодійний фонд Івана Мазепи», засновником та президентом якого був Іван Салій, що на той час обіймав посаду Представника Президента України в м. Києві. За його сприяння з державного та міського бюджетів були виділені великі кошти для реставрації «Будинку Мазепи»  з метою збереження пам’яті про історичний Поділ (17-19 ст.) та життя і діяльність тогочасного суспільства. Відповідно, і планувалося відкрити в цій будівлі музей. 
Директором була призначена Ярова Галина Іванівна, що до того працювала старшим науковим співробітником відділу «Україна в період середньовіччя» Державного історичного музеї України. Вже в перші дні вона почала активно формувати колектив, який відразу розпочав працювати в будинку, де ще продовжували працювати реставратори та будівельники. Реставрація «будинку Мазепи» завершилася в січні 1994 р. і директору музею були передані ключі від будівлі.
Комплектування фондів Музею гетьманства відбувалося з «нуля». Першим експонатом стало навершя булави часів бронзи з с. Кирнасівка на Вінниччині. Наступними в книгах надходжень були зафіксовані окремі елементи будинку, що замінені під час його реставрації. Уже на кінець першого року роботи Музею його фондова колекція становила 752 предмети основного фонду. Співробітники музею збирали експонати під час відряджень по Україні, через особисті контакти та спілкування. До 1996 р. придбання музейних предметів спонсорувалося державою. На сьогодні структура фондової колекції поділена на 13 груп і налічує понад 9000 одиниць збереження. Одним з важливих джерел поповнення музейної колекції є дарунки. Багато цікавих матеріалів передали до фондів музею українці, що проживають за кордоном, а також митці, які представляли свої роботи на виставках в Музеї гетьманства. Музей пишається найбільшою колекцією в Україні гетьмана Павла Соропадського та його родини, унікальними речами Голови Директорії Симона Петлюри та його оточення.

## Приміщення
Розміщується Музей гетьманства у будинку-пам'ятці архітектури кінця XVII — з надбудовами в XIX століття, відомому в Києві як «будинок гетьмана І. Мазепи».
3 1717 року будинок належав родині Сичевських (представники Сичевських обіймали високі посади в магістраті Києва 18 ст.) За попередніми припущеннями, цей будинок 1763 року відвідував останній кошовий отаман Запорозької Січі Петро Калнишевський. У 1811 р. споруда постраждала від пожежі і була перебудована за проєктом архітектора Андрія Меленського(1766—1833). Наприкінці 19 століття будинок — маєток родини Морачевських. Після 1917 р. кам'яний будинок націоналізували, перегородили всередині і створили комунальні квартири. Наприкінці 1980-х мешканців розселили, а будинок стояв пусткою, занепадав і ніяк не використовувався.
Музей розміщується в старовинній кам’яниці - пам’ятці цивільної  архітектури кінця XVII - початку XVIII ст.  (типове українське бароко), з надбудовами в ХІХ ст. здавна  знаний як „будинок  гетьмана Івана Мазепи”. 
Будинок був одноповерховий, з підвалами та підземним ходом, збудований традиційно «дві світлиці і сіни» зі склепінчастими стелями. 
1787 р. будинок придбав київський купець Андрій Усович. У серпні 1810 року садибу викупив відомий київський купець Іван Петрович Покровський. Саме в часи перебування садиби у власності Покровських, величезна  пожежа на Подолі 1811 року знищила на  будинку дерев’яний дах. Пізніше у будівлі надбудували другий поверх, прикрасили фронтоном з  двома колонами, згідно проєкту архітектора Андрія Меленського. Наприкінці XIX ст. будинок перейшов у спадщину до родичів Покровських – сім’ї Морачевських, які володіли садибою на Спаській до революції 1917 року.
Після революційних подій 1917-1921 років будинок було націоналізовано і віддано під комунальні квартири. 1963 року “будинок Мазепи” взято під охорону держави як пам’ятку архітектури республіканського значення відповідно Постанові Ради Міністрів УРСР № 970 (охоронний номер - 28). У 1980-х роках жителі комунальних квартир були виселені, і старовинна кам’яниця впродовж десятиліття стояла занедбана.
Цей будинок було відреставровано коштом міської державної адміністрації, Благодійного Фонду І. Мазепи. З 1993 р. споруду передано під розташування новоствореного Музею гетьманства.

## Напрямки діяльності музейного закладу
Діяльність Музею гетьманства розпочалася з консультацій директора музею Яровою Г.І.  з провідними музейниками з Державного історичного музеї України та з науковцями Інституту історії України НАНУ. Досвід спілкування з зацікавленими темою гетьманства відвідувачами, серед яких були студенти, митці, науковці, пересічні громадяни, з різних регіонів України підтвердили правильність вибору тем для висвітлення проблеми гетьманату України, виходячи з дуже обмежених масштабів експозиційних площ (260 м.кв).
Були вибрані теми найбільш переслідувані в імперській та радянській історіографії. Постійними стали експозиції: «Мазепа – великий гетьман України», «Пилип Орлик – гетьман в екзилі», «Богдан Хмельницький – фундатор Гетьманщини», «Симон Петлюра і його оточення» та «Павло Скоропадський і Українська Держава в 1918 році».
Один з кращих залів було призначено для організації художніх виставок, круглих столів, конференцій.
1994 р. підготовлена виставка «Іван Мазепа – Великий гетьман України» - це була перша виставка присвячена Іванові Мазепі в Україні. 
В 2018 році, за сприяння Департаменту культури була здійснена реекспозиція двох залів: «Гетьман Павло Скоропадський та Українська Держава 1918 р.» і «Пилип Орлик – гетьман в екзилі». 
Обмеженість експозиційної площі спонукало представити історію окремих козацьких ватажків через підбірку іконографічних портретів. В Музеї гетьманства можна побачити портрети Дмитра Вишневецького, Петра Конашевича-Сагайдачного, Юрія Хмельницького, Івана Виговського, Івана Самойловича, Петра Дорошенка, Павла Тетері, Дем'яна Многогрішного та ін.
Важливим напрямком діяльності Музею гетьманства є організація та проведення мистецьких виставок. В залах музею свої роботи представляють як українські сучасні митці, так і художники зарубіжних країн. Виставкові зали слугують майданчиком для представлення колекцій музеїв з інших міст України, таким чином вони отримують можливість розширити власну аудиторію. 
Велику енергію та увагу колектив спрямував на створення бібліотеки музею. На сьогодні вона нараховує більше 4 тис. примірників книг з козацько-гетьманської тематики. Гордість викликає колекція книг дослідника генеалогії  української козацької старшини, д.і.н. Володимира Кривошеї, також двотомник д.і.н. Ірини Кривошеї «Неурядова старшина української козацької держави (XVII – XVIII ст), книги д.і.н. Юрія Мицика та багатьох провідних істориків України. Значну підтримку у формуванні бібліотеки надавав музею Інститут історії України, в особі директора,  академіка, д.і.н Валерія  Смолія, передаючи музею щорічно безкоштовно видання науковців інституту. Велику посильну допомогу в роботі музею надає Інститут української археографії та джерелознавства ім. М.С. Грушевського під керівництвом д.і.н. Георгія Папакіна
З 2013 р., за сприяння створеного при музеї Гетьманського фонду Петра Дорошенка, щороку в жовтні, до Дня козацтва та традиційного свята Покрови Пресвятої Богородиці організовуються конференції, круглі столи, засідання з метою залучення громадян до української історико-культурної спадщини козацько-гетьманської доби.
Щорічно Музей гетьманства видає збірник наукових праць «Козацька скарбниця», в якому представлені як результати наукових конференцій, що організовуються музеєм, так і матеріали з вивчення музейної колекції.
Дослідницька діяльність проводиться науковими співробітниками на основі фондової колекції музею, та вивчаються фонди архівів і бібліотек. Зокрема, досліджувалися такі теми: походження геральдики міст України, генеалогія козацької старшини, історія родини гетьмана Павла Скоропадського, гетьманська іконографія в мистецьких творах та багато іншого. Науковці музею надають консультації відвідувачам, допомагають учасникам Малої Академії Наук готувати розвідки.
Освітній напрямок музею спрямований на екскурсійну роботу з відвідувачами та проведення різної форми занять для дітей та молоді - лекції, квести, ігри, майстер-класи та інше. Вулична територія музею дозволяє проводити активні масові заходи, що демонструють козацькі традиції нашого народу.
Музей співпрацює з багатьма громадськими та благодійними організаціями з метою поширення знань про козацько-гетьманську добу в історії України.
Основними завданнями Музею є збереження, комплектування, вивчення і використання пам'яток історії та культури України козацько-гетьманської доби та висвітлення проблем державотворення в Україні.
- Наукова бібліотека музею має понад 3 000 примірників.
- Фонди Музею налічують понад 6 000 експонатів. Це речі, віднайдені як співробітниками музею, так і дарунки містян та прихильників з-за кордону (з Чехії, США, Німеччини). Серед експонатів — * низка матеріалів, що висвітлюють діяльність гетьмана Пилипа Орлика в роки його вимушеної еміграції та його еміграційного оточення
- приватні архіви Павла Скоропадського — останнього гетьмана України
- особисті речі українських державних діячів (нагороди С. Петлюри, посмертна маска Симона Петлюри, нагороди і речі вояків армії УНР), книги, листівки, зразки грошей УНР.
- рідкісні історичні мапи українських земель (мапа роботи Йоганна Баптиста Гомона, створена в Німеччині у 1716 р.)
- графічні твори, серед яких і аркуш гравера Іларіона Мигури «Мазепа серед добрих діл своїх», оприлюдненої 1706 року.
- добірка речей з козацького побуту, шаблі, гарматні ядра, порохівниці

## Галерея

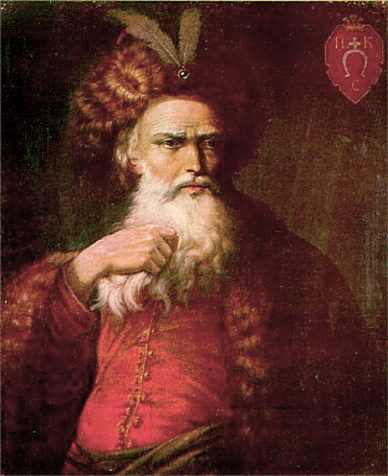
Петро Конашевич Сагайдачний ( 1570-1622 )
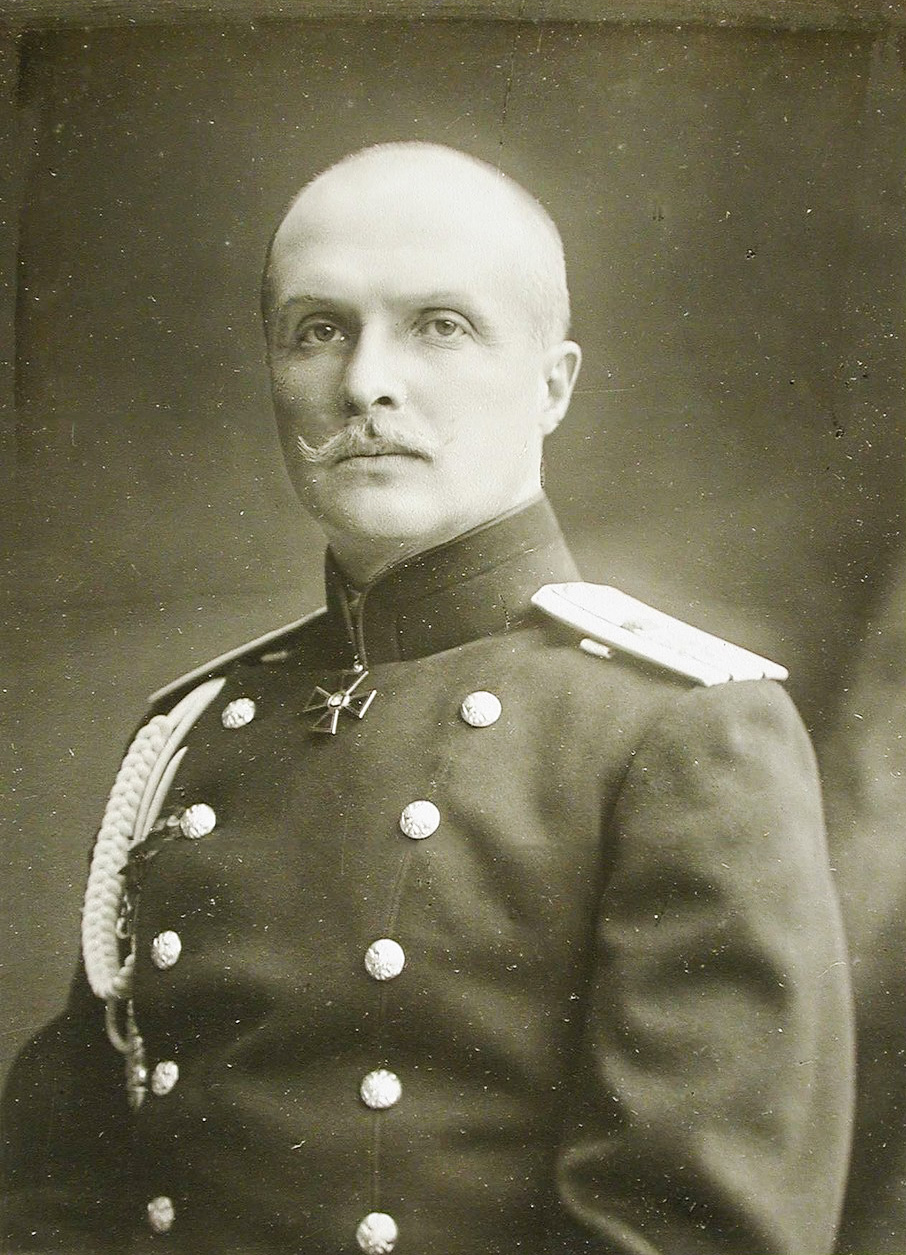
Полковник Павло Скоропадський з орденом святої Ганни на шиї.Фото до 1917 р.
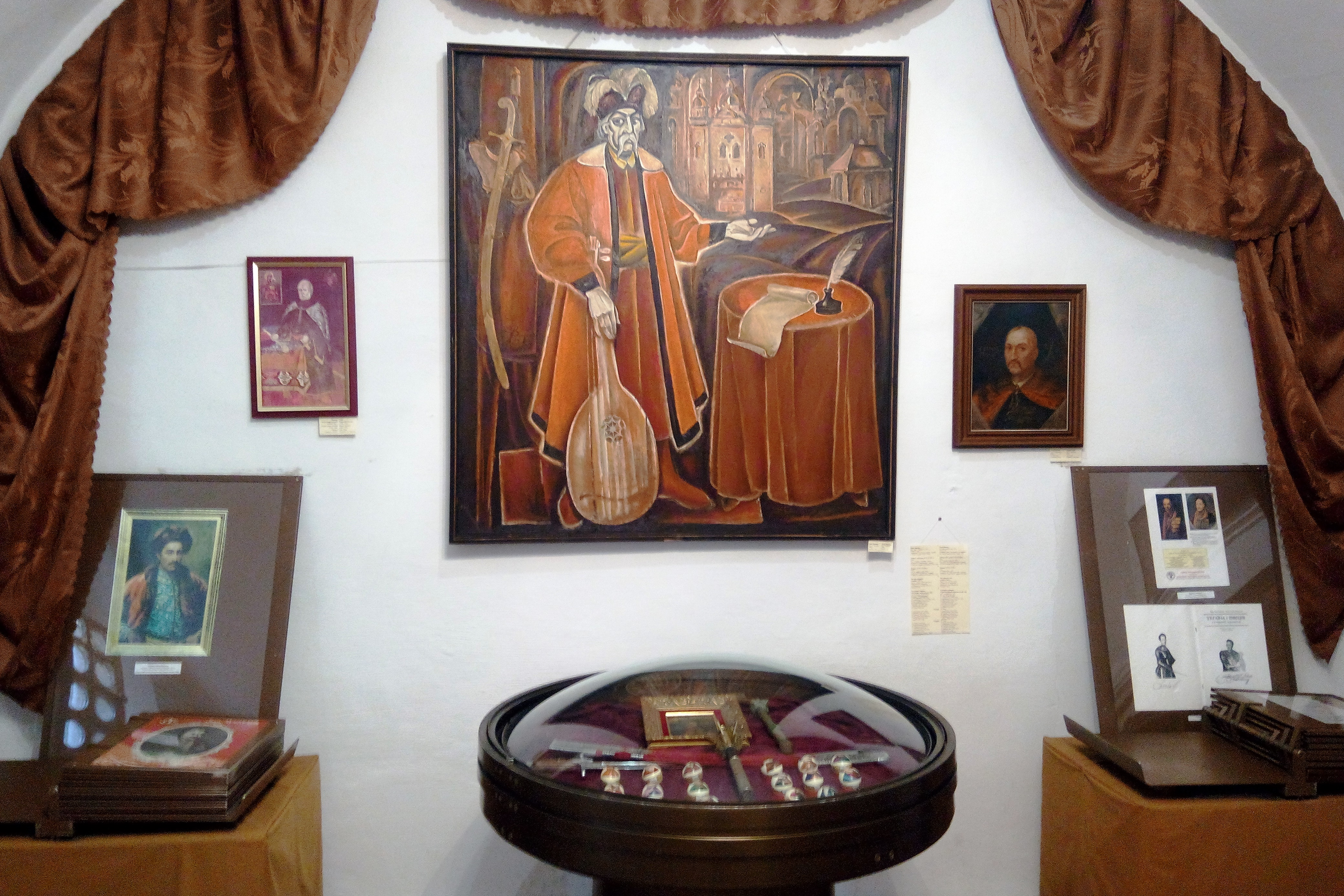
Експозиція музею
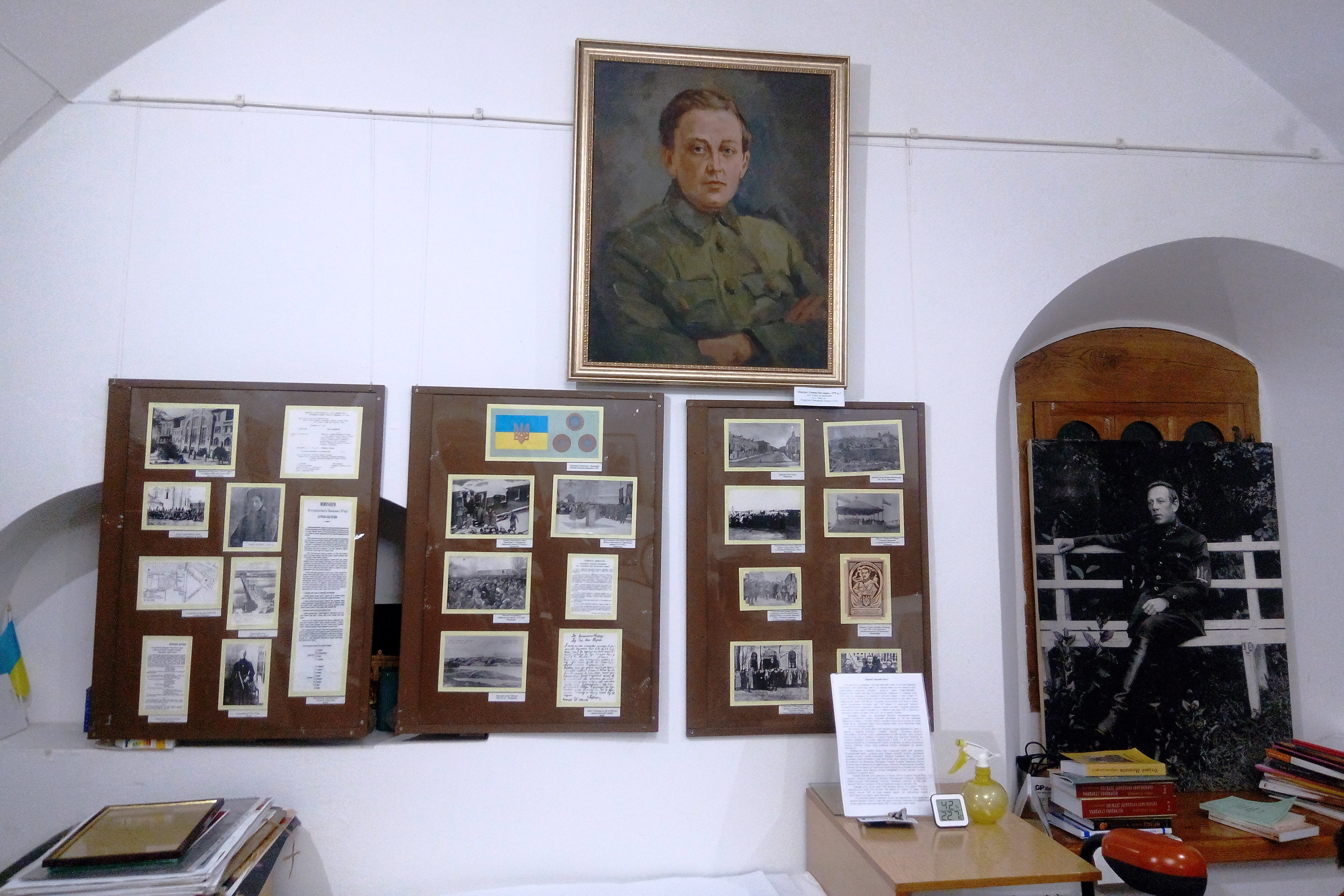
Експозиція про Симона Петлюру
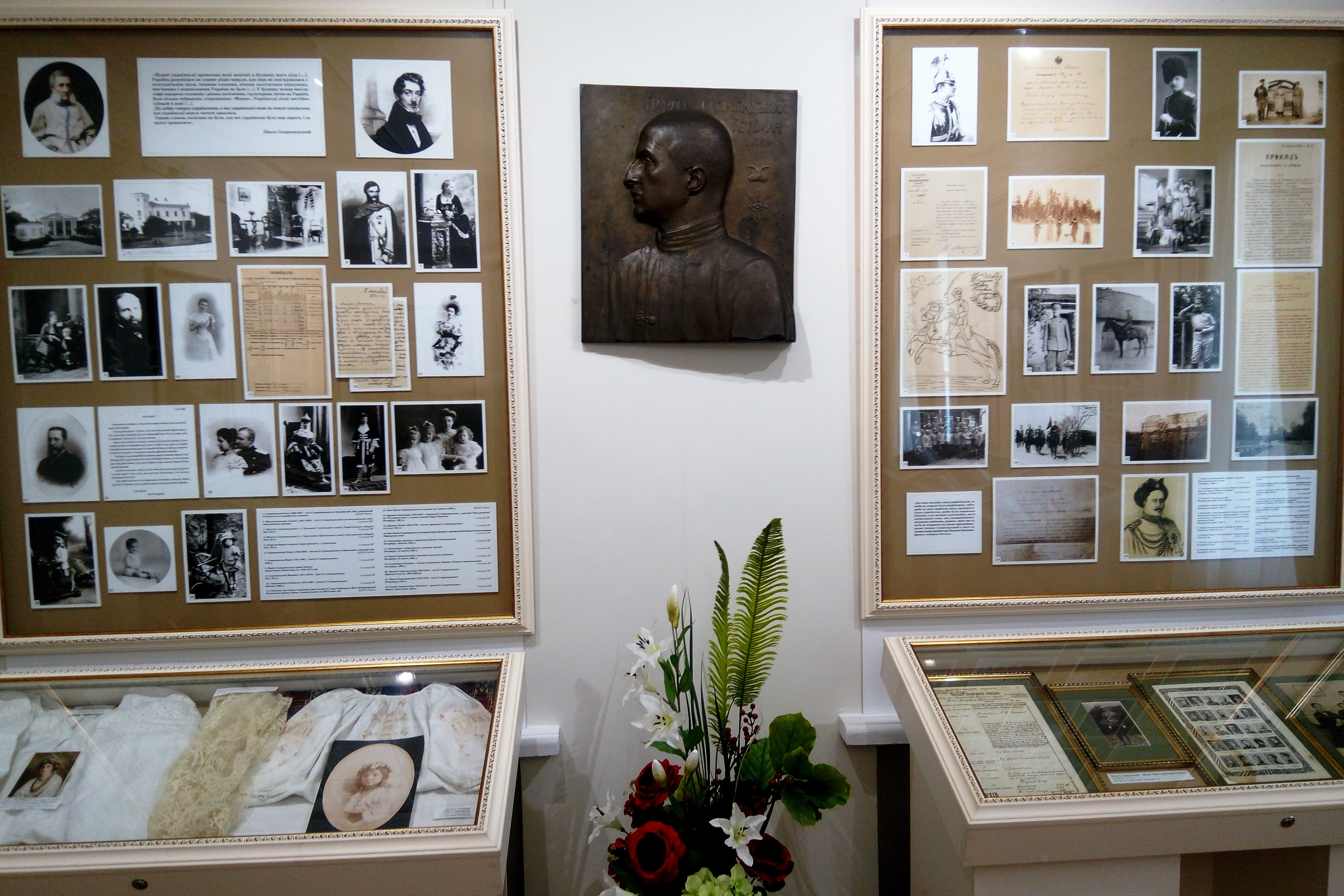
Архіви Павла Скоропадського

## Збірка портретів з колекції Скоропадських
У Музеї гетьманства зберігається збірка портретів діячів козацької доби пензля Ольги Мордвинової, яка походить з колекції речей гетьмана Української держави (1918) Павла Скоропадського. Ця збірка являє собою 7 портретів, написаних у ХХ ст. за світлинами стародавніх полотен XVIII ст. Збірка має дуже цікаву історію створення та побутування.
Її появу пов'язують з іменем Івана Михайловича Скоропадського (1805—1887) ‒ предка гетьмана Павла Петровича Скоропадського. Зібрання старожитностей постійно перебувало у родинному маєтку, розташованому у с. Тростянець на Чернігівщині [9, с.37]. Революційна хвиля 1917 р. знищила палац Скоропадських, а разом з ним й велику колекцію, серед якої були оригінали портретів діячів козацької доби [3]. Опинившись в еміграції, Скоропадські почали активно відновлювати сімейний архів та збірку мистецьких творів [4, с.98]. З цієї причини Павло Петрович у 1920-х рр. звернувся до Ольги Мордвинової, щоб вона на основі кількох світлин, створених його дружиною, написала копії старовинних портретів. Художниця намалювала 5 гетьманських портретів: Богдана Хмельницького, Петра Дорошенка, Данила Апостола, Павла Полуботка, Івана Самойловича і 2 портрети жінок — Насті Скоропадської та Наталки Розумовської [4, с.106].
Причина того, чому П. Скоропадський звернувся саме до маловідомої художниці, криється в приятельських стосунках родин Скоропадських та Мордвинових: дружини обох колишніх офіцерів Російської імператорської армії були близькими подругами, а після виїзду в еміграцію у 1920 р., обидві родини упродовж одного року проживали разом у передмісті Берліна (Ванзеї) [4, с.106].
В еміграції Ольга Мордвинова (1876 (1878?) ‒ 1953) займалася живописом та була достатньо відомою в колі видатних художників. Спогади її родича, художника та мистецтвознавця Олександра Бенуа, є підтвердженням цьому [1, с. 73]. Імовірно, що саме визнання О. Мордвинової як портретистки, вплинуло на рішення П. Скоропадського замовити їй виконання копій старовинних портретів. Окрім цього замовлення, художниця також виконала портрети гетьманівни Єлизавети в українському одязі та Олександри Скоропадської [4, c.106].
Після смерті Павла та Олександри Скоропадських родинною колекцією картин та архівами опікувалися їхні доньки: Марія, Єлизавета та Олена. Про долю досліджуваних нами портретів у повоєнний час ми знаємо лише зі слів останньої. У 1946 р. О. Скоропадська виїхала до Швейцарії, взявши з собою чималу частину батьківських рукописів та 7 картин, виконаних О. Мордвиновою [7, c.104]. У 1975 р. вона передала їх разом із частиною батьківського архіву до Східноєвропейського дослідного інституту ім. В. Липинського (штат Пенсільванія, США). Після того, як Управа СЄДІ була змушена продати будинок, в якому містився інститут, О. Скоропадська наполягала на тому, аби збірку пензля О.Мордвинової відправили до Києва [10, c.21]. Навесні 1993 р. під час наукової конференції Олена Павлівна познайомилася з директором Музею гетьманства ‒ Галиною Іванівною Яровою, що поклало початок їхній багатолітній співпраці. У 2004 р. О. Отт-Скоропадська передала до Музею гетьманства речі, що належали її батькові, але довгий час зберігалися у Філадельфії [10, c.17-21]. Передана Оленою Павлівною збірка картин, виконана О.Мордвиновою, піднесла престиж музею і його значення.
Нині збірка портретів діячів козацької доби перебуває у залі «Пилип Орлик — автор першої Конституції». Це рішення зумовлено тим, що ця зала передує виставковій залі «Гетьман Павло Скоропадський та Українська Держава 1918 рік», що пов'язує збірку з ім'ям власника. Завдяки професійним навичкам екскурсоводів в уяві відвідувачів вибудовується місток між класичним козацьким періодом та часом гетьманства П. Скоропадського. Наявність в експозиції Музею гетьманства згаданої збірки портретів з такою винятковою історією, безперечно, сприяє підвищенню його туристичної привабливості як для киян, так і для численних туристів.